# Pelecinotus cristobtusa
Pelecinotus cristobtusa är en insektsart som beskrevs av Willemse, C. 1962. Pelecinotus cristobtusa ingår i släktet Pelecinotus och familjen gräshoppor. Inga underarter finns listade i Catalogue of Life.